# Left Bank Books
Left Bank Books — либертарный книжный магазин и издательство, основанный в 1973 году в Сиэтле. Он расположен на 92 Пайк-стрит, на углу Пайк-Плейс-маркет. В своем обзоре Lonely Planet писал, что магазин "представляет покупателям зины на испанском, революционные брошюры, эссе Хомского и присущие недоверие к власти".
В магазине проводятся периодические мероприятия, которые описаны в The Top 15 Things to Do This Week (15 лучших вещей, которые нужно сделать на этой неделе) и других подобных обзоров в Seattle Weekly. Left Bank Books также является небольшим издательством.